# Oospila asmura
Oospila asmura là một loài bướm đêm trong họ Geometridae.